# Подорож в Західний край за часів Великої Тан
«Подорож в Західний край за часів Великої Тан» або «Записи про західні країни епохи Великої Тан» (кит. 大唐 西域 记) — записки китайського буддиста Сюань-Цзаня, складені після його подорожі до Індії в 629-645 рр. Метою паломництва було відвідування святих місць буддизму і придбання буддійських текстів. Географічне оповідання, що лежить в основі твору, насичене історичними та літературними сюжетами, які беруть своє походження з буддійських текстів, що відносяться до різних жанрів.

## Історія
На створення тексту «Да Тан Сі юй цзи» пішло менше року, за деякими версіями Сюаньцзан усно викладав історію своєї подорожі, включаючи різні дані про країни, де він побував, а також численні буддійські історії, пов'язані з тим чи іншим географічним об'єктом, а його помічник по імені Бяньцзі (辨 机), про особистість і ролі в створенні цього тексту якого дослідники сперечаються до цих пір, записував.
Мотиви, що спонукали Сюаньцзан відправитися в довгу і важку подорож, і мета створення «Да Тан Сі юй цзи», були різними. Відомо, що основною причиною, що підштовхнула ченця здійснити подорож на Захід, була його незадоволеність власними знаннями буддійського канону і прагнення заповнити прогалини в перекладеній літературі, з якою він міг ознайомитися в молодості, подорожуючи по Китаю від одного наставника до іншого. Крім того, для нього, як для глибоко віруючої буддиста, в його прагненні пізнати Істину, відвідування місць, пов'язаних з Буддою, було в певному сенсі обов'язковим і неминучим. На думку деяких дослідників, подорож Сюаньцзаня доводиться на заключний період першого етапу в історії становлення буддизму, для якого було характерно активне освоєння іншої культури, тоді як в подальшому китайський буддизм розвивався в значній мірі ізольовано. Китайським буддистам (в першу чергу паломникам) доводилося стикатися з абсолютно чужими для них реаліями, іншою культурою.

## Зміст
Текст «Да Тан Сі юй цзи» спочатку був призначений для імператора і подальшого поширення в  середовищі Танського Китаю, він написаний багатою мовою, зі збереженням традицій придворних історіографів в створенні подібних за тематикою текстів. Сама структура тексту так само як і назва свідчать про його призначення. 
Назвавши свою працю «Да Тан Сі юй цзи» (大 唐 西 域 記) Сюань-цзан включив його в жанр китайської літератури під назвою цзи (記). Це т.зв. паломницькі записки - особливий літературний жанр, що виник на основі конфуціанських географічних трактатів, запозичивши їх форму, проте отримав дещо інше в порівнянні зі своїм джерелом. Текст «Да Тан Сі юй цзи» складається з дванадцяти цзюаней (卷), т.зв. сувоїв (або книг) і строго структурований: кожен цзюань в свою чергу складається з декількох частин, кожна з яких присвячена конкретній історико-географічної місцевості або по тексту - країні (кит. 國, го) - і складається з обов'язкової і «додаткової» 74 частин. Обов'язкова частина являє собою опис географії, клімату, економіки, політичного устрою, релігії та моралі жителів конкретної місцевості, а «додаткова» присвячена передачі різних сюжетних історій, в переважній більшості буддійських, пов'язаних з тими чи іншими культовими місцями, розташованими в межах описуваної країни.
Так само, як і в династичних історіях, в першій частині опису кожної країни Сюаньцзан починає з розмірів держави і її столиці, зазначає, чи знаходиться вона в підпорядкуванні іншої держави або ж у неї є свій правитель. Потім він переходить до опису географії, сільськогосподарських культур, що вирощуються в цій країні, і клімату.

### Приклад описання місцевості з джерела
«Країна Капіша в окружності 4000 лі. За північну сторону її Снігові Гори, по три інші сторони здіймаються відроги Чорного Хребта. Столиця в окружності 10 лі. Землі придатні для вирощування злаків, багато фруктових дерев. [Країна] славиться хорошими кіньми, шафраном: сюди стікаються чужоземні рідкісні товари. Клімат вітряний і холодний, [жителі] вдачі жорстокої і грубого, мова їх груба. В шлюби вступають в безладді. Писемність така ж, як в країні Духоло, звичаї ж, мова і манери поведінки зовсім інші. Носять вовняний одяг, оброблену хутром. Для торгівлі використовують золоту і срібну монету, дрібна ж монета - мідна, і на вигляд вони не схожі на монети інших країн.»

### Друга «додаткова» частина (якщо така є) виглядає наступним чином (країна Цзябіші, першийцзюань)
«近有邊王，貪婪凶暴，聞此伽藍多藏珍寶，驅逐僧徒。方事發掘，神王冠中鸚鵡鳥像乃奮羽驚鳴，地為震動，王及軍人辟易僵仆，久而得起，謝咎以歸.»
«Колись по сусідству жив цар, який був жадібний і жорстокий. Він почув, що в монастирі заховано багато дорогоцінних скарбів, прогнав ченців і став було викопувати скарби. Але тоді зображення папуги на шапці царя духів розправило крила і страхітливо закричало. Земля тряслася, цар і його військо відсахнулися, впали ниць і довго не наважувалися встати. Визнавши свою провину, вони повернулися додому.»

## Головні ідеї автора
Перекази автора можуть здатися розрізненими і не пов'язаними один з одним, якщо намагатися вибудувати єдину хронологічну послідовність історій з опорою на текст «Да Тан Сі юй цзи». Однак знання Сюаньцзаня життєвого шляху Будди, його учнів, а також інших сюжетів буддійської культурної традиції і розрахунок на таку ж обізнаність читача, дозволяють автору передавати різні історії на основі їх співвіднесення з тим чи іншим культовим об'єктом або історичної місцевістю.
Основним завданням автора було створення єдиних образів всіх країн, через які монах проходив і про які чув. Для цього йому, як носію певних культурних і літературних стереотипів, спочатку було необхідно, дотримуючись традиції, викласти фактологію, а потім як би «наповнити» чітку формалізовану статистику історіями, які йому, вже як представнику буддизму, бачилися невід'ємною частиною образу кожної окремої країни.
«Да Тан Сі юй цзи» можна назвати шедевром свого часу, що вразив сучасників Сюаньцзаня, пам'яткою, яка і на сьогоднішній день займає, мабуть, перше місце серед подібних текстів. Крім того, своєрідність цього тексту, що знайшла вираження в першу чергу в його структурі, розкриває Сюаньцзаня як цей дивовижну особистість, яка органічно поєднала в собі як рідну китайську, так і надбану індійську традиції.